# Вериковский, Михаил Иванович

Памятник на могиле композитора М. И. Вериковского на Байковом кладбище

Михаил Иванович Вериковский (8 ноября 1896, Кременец — 14 июня 1962, Киев) — украинский советский композитор. Автор произведений разных жанров: хоров (более 40), романсов, обработок народных песен (60) и др. Автор первого украинского балета «Пан Канёвский» (1930). Заслуженный деятель искусств Украинской ССР (1944).

## Избранные произведения автора
- «Веснянки» (1923);
- «Татарская сюита» (1928);
- «Октябрьская» (1936);
- «Наймичка» (1943);
- «Беглецы» (1957).
- музыкальная комедия «Вий» (1936, 2-я редакция 1945 — комическая опера);

## Фильмы
- Назар Стодоля (1937);
- Кармелюк (1938);
- Наймичка (1963).